# Imad Mardnli

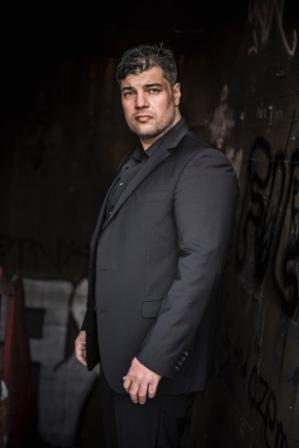
Mardnli 2018

Imad Mardnli  (* 1976 in Aleppo) ist ein deutsch-syrisch-libanesischer Schauspieler aus Berlin.

## Leben
Mardnli verbrachte die erste Zeit seines Lebens im Libanon. Wegen des Bürgerkriegs floh seine Familie mit ihm 1978 nach Deutschland. Im Anschluss an seine schulische Laufbahn absolvierte er eine Ausbildung zum Kaufmann für Bürokommunikation und beendete sie mit dem Fachabitur.
Anschließend verpflichtete sich Mardnli 1999 für vier Jahre als Soldat auf Zeit bei der Feldjägertruppe, wo er im Bereich Personenschutz ausgebildet und eingesetzt wurde. Seit seiner Zeit bei der Bundeswehr arbeitete er innerhalb und außerhalb Deutschlands als Personenschützer, unter anderem für Nike, für die er Dirk Nowitzki, Nicolas Kiefer und Ronaldo schützte.
Mardnli spielte früh Theater. Neben seiner hauptberuflichen Tätigkeit als Inhaber einer Sicherheitsfirma arbeitete er nebenberuflich als Stuntman für Fernsehproduktionen. Seit 2014 nimmt er Schauspielunterricht. Seit seinem zwölften Lebensjahr betreibt er Kampfsportarten wie Boxen oder Muay Thai und besitzt den ersten Dan (schwarzer Gürtel) im Taekwondo.

## Privates
Mardnli wohnt in Berlin-Kreuzberg und ist Vater dreier Kinder.

## Filmografie (Auswahl)
- 1998: Alarm für Cobra 11 – Die Autobahnpolizei (Fernsehserie, Schlag zu)
- 2010: Zivilcourage (Fernsehfilm)
- 2011: Blutzbrüdaz (Kinofilm)
- 2013: The Berlin File (Kinofilm)
- 2015: Alarm für Cobra 11 – Die Autobahnpolizei (Lockdown) (Fernsehserie)
- 2015: Die Diplomatin – Das Botschaftsattentat (Fernsehreihe)
- 2015: Ein Starkes Team „Knastelse“ (Fernsehserie)
- 2015: Auf kurze Distanz (Fernsehfilm)
- 2016: Dünnes Blut (Kinofilm)
- 2016: Letzte Spur Berlin (Fernsehreihe)
- 2016: Tempel (Fernsehserie)
- 2016: Berlin Station (Netflix-Serie)
- 2016: Tschiller: Off Duty (Kinofilm)
- 2017: Dengler: Fremde Wasser (Fernsehreihe)
- 2017: Weiser (Fernsehfilm)
- 2017: Eine Braut kommt selten allein (Fernsehfilm)
- 2017: GZSZ (Fernsehserie)
- 2018: XY – Silvester Schreck (Fernsehreihe)
- 2018: Dogs of Berlin (Netflix-Serie)[2]
- 2018: Malak  (Kinofilm)[3]
- 2018: XY – Ladenschluss (Fernsehreihe)
- 2018: Endlich Witwer
- 2019: Der Sommer nach dem Abitur (Fernsehfilm)
- 2019: Insight Berlin (Kurzfilm)
- 2019: Hüftkreisen mit Nancy (Fernsehfilm)
- 2019: Brotherhood (Kurzfilm)
- 2020: LaBelle terror auf der Tanzfläche (Hörspiel)
- 2021: Breisgau – Bullenstall (Fernsehreihe)
- 2021: Hanau: Deutschland im Winter (DVD Film)
- 2021: Eine riskante Entscheidung
- 2022: Korruption auf Erden (Kurzfilm)
- 2023: Polizeiruf 110: Paranoia (Fernsehreihe)
- 2023: Watch Me (Miniserie)
- 2023: Die Whistleblowerin
- 2024: The Phoenician Scheme (Kinofilm)
- 2024: Notruf Hafenkante : Folge 469 (Fernsehreihe)